# Championnats de Roumanie de tennis de table
Les Championnats de Roumanie de tennis de table sont une compétition organisée par la Fédération roumaine de tennis de table depuis 1929 pour les joueurs de tennis de table roumains, dont les vainqueurs remportent le titre de champion de Roumanie.

## Histoire
La compétition a lieu chaque année depuis 1929.
Adrian Crișan a remporté le plus grand nombre de titres en simple (10), tandis que Angelica Rozeanu-Adelstein est la meilleure joueuse avec 16 titres en simple.

## Palmarès
| Année          | Simple messieurs    | Simple dames                | Double messieurs                       | Double dames                                           | Double mixte                                   |
| -------------- | ------------------- | --------------------------- | -------------------------------------- | ------------------------------------------------------ | ---------------------------------------------- |
| 2025 Bucarest  | Iulian Chirita      | Bernadette Szőcs (8)        | Eduard Ionescu Darius Movileanu        | Andreea Dragoman Elizabeta Samara                      | Eduard Ionescu Bernadette Szőcs                |
| 2024, Bucarest | Ovidiu Ionescu (9)  | Bernadette Szőcs (7)        | Iulian Chirita Cristian Chirita        | Ciobanu Irina Adina Diaconu                            | Andrei Istrate Andreea Dragoman                |
| 2023 Bucarest  | Ovidiu Ionescu (8)  | Bernadette Szőcs (6)        | Iulian Chirita Cristian Chirita        | Bernadette Szőcs Elizabeta Samara                      | Ovidiu Ionescu Bernadette Szőcs                |
| 2022           | Rareș Șipoș         | Bernadette Szőcs (5)        | Ovidiu Ionescu Spelbuș Alin            | Bernadette Szőcs Elizabeta Samara                      | Movileanu Darius Bernadette Szőcs              |
| 2021           | Ovidiu Ionescu (7)  | Bernadette Szőcs (4)        | Ovidiu Ionescu Chirița Cristian        | Ciobanu Irina Adina Diaconu                            | Ovidiu Ionescu Bernadette Szőcs                |
| 2020           | Ovidiu Ionescu (6)  | Bernadette Szőcs (3)        | Ovidiu Ionescu Cristian Chirița        | Irina Ciobanu Adina Diaconu                            | Ovidiu Ionescu Bernadette Szőcs                |
| 2019           | Ovidiu Ionescu (5)  | Daniela Dodean Monteiro (7) | Ovidiu Ionescu / Chirița Cristian      | Elizabeta Samara / Daniela Dodean Monteiro             | Dodean Adrian / Ciobanu Irina                  |
| 2018           | Ovidiu Ionescu (4)  | Irina Ciobanu               | Ovidiu Ionescu / Cioti Constantin      | Andreea Dragoman / Iacob Camelia                       | Ovidiu Ionescu / Elizabeta Samara              |
| 2017           | Ovidiu Ionescu (3)  | Adina Diaconu               | Ovidiu Ionescu / Cioti Constantin      | Iacob Camelia / Daniela Dodean Monteiro                | Pletea Cristian / Adina Diaconu                |
| 2016           | Ovidiu Ionescu (2)  | Daniela Dodean Monteiro (6) | Ovidiu Ionescu / Cioti Constantin      | Daniela Dodean Monteiro / Bernadette Szőcs             | Cioti Constantin / Dragoman Andreea            |
| 2015           | Ovidiu Ionescu      | Elizabeta Samara (3)        | Dan Daniel / Spelbus Alin              | Elizabeta Samara / Bernadette Szőcs                    | Filimon Andrei (RO) / Elizabeta Samara         |
| 2014           | Cioti Constantin    | Postoaca Camelia            | Cioti Constantin / Dodean Adrian       | Necula Iulia / Bernadette Szőcs                        | Hunor Szőcs / Bernadette Szőcs                 |
| 2013           | Adrian Crișan (10)  | Bernadette Szőcs (2)        | Cioti Constantin / Dodean Adrian       | Ghemes Ioana / Elizabeta Samara                        | Filimon Andrei (RO) / Elizabeta Samara         |
| 2012           | Hunor Szocs         | Bernadette Szőcs            | Munteanu Lucian / Dodean Adrian        | Daniela Dodean Monteiro / Elizabeta Samara             | Munteanu Lucian / Elizabeta Samara             |
| 2011           | Adrian Crișan (9)   | Daniela Dodean Monteiro (5) | Adrian Crișan / Filimon Andrei (RO)    | Daniela Dodean Monteiro / Elizabeta Samara             | Filimon Andrei (RO) / Elizabeta Samara         |
| 2010           | Adrian Crișan (8)   | Daniela Dodean Monteiro (4) | Adrian Crișan / Filimon Andrei (RO)    | Daniela Dodean Monteiro / Elizabeta Samara             | Adrian Crișan / Daniela Dodean Monteiro        |
| 2009           | Dodean Adrian       | Elizabeta Samara (2)        | Filimon Andrei (RO) / Giurescu Ovidiu  | Daniela Dodean Monteiro / Elizabeta Samara             | Filimon Andrei (RO) / Elizabeta Samara         |
| 2008           | Adrian Crișan (7)   | Elizabeta Samara            | Adrian Crișan / Filimon Andrei (RO)    | Daniela Dodean Monteiro / Elizabeta Samara             | Filimon Andrei (RO) / Elizabeta Samara         |
| 2007           | Adrian Crișan (6)   | Daniela Dodean Monteiro (3) | Adrian Crișan / Filimon Lucian         | Daniela Dodean Monteiro / Elizabeta Samara             | Dodean Adrian / Stoian Mariana                 |
| 2006           | Adrian Crișan (5)   | Daniela Dodean Monteiro (2) | Adrian Crișan / Filimon Lucian         | Daniela Dodean Monteiro / Elizabeta Samara             | Dodean Adrian / Daniela Dodean Monteiro        |
| 2005           | Adrian Crișan (4)   | Necula Iulia                | Adrian Crișan / Filimon Lucian         | Stoian Mariana / Miroiu Verginica                      | Filimon Lucian / Borza Valeria                 |
| 2004           | Adrian Crișan (3)   | Daniela Dodean Monteiro     | Barlan Laurentiu / Dodean Adrian       | Daniela Dodean Monteiro / Kont Cristiana               | Cioran Andrei / Alexandra Chirametli           |
| 2003           | Toma Calin          | Voiculescu Natalia          | Toma Calin / Filimon Lucian            | Elizabeta Samara / Chiramentli Alex                    | Filimon Lucian / Untea Cristina                |
| 2002           | Adrian Crișan (2)   | Rotaru-Bogolsov Maria       | Darment Laurentiu / Filimon Lucian     | Bogolsov Maria / Stoian Mariana                        | Adrian Crișan / Mihaela Steff                  |
| 2001           | Dirment Laurentiu   | Gogorita Ana                | Darment Laurentiu / Mitranescu Toma    | Gogorita Ana / Voiculescu Natalia                      | Neacsu Lucian / Bogolsov Maria                 |
| 2000           | Simon Csaba         | Zugravu Ana                 | Gheorghe Alexandru / Bobonete Alin     | Gogorita Ana / Voiculescu Natalia                      | Tamas Cristian / Olaru Georgeta                |
| 1999           | Adrian Crișan       | Gogorita Ana                | Filimon Andrei (RO) / Cioti Constantin | Vaida Cornelia / Cojocaru Georgeta                     | Adrian Crișan / Cojocaru Georgeta              |
| 1998           | Cioti Constantin    | Vaida Cornelia              | Barlan Laurentiu / Revisz Romulus      | Encea Mihaela / Cojocaru Georgeta                      | Muntean Mihai / Encea Mihaela                  |
| 1997           | Filimon Andrei (RO) | Mihaela Steff               | Filimon Andrei (RO) / Adrian Crișan    | Encea Mihaela / Zamfir Adriana                         | Simon Csaba / Manac Antonela                   |
| 1996           | Filimon Andrei (RO) | Mihaela Steff               | Filimon Andrei (RO) / Ciubotaru Iulian | Mihaela Steff / Manac Antonela                         | Filimon Andrei (RO) / Mihaela Steff            |
| 1995           | Filimon Andrei (RO) | Manac Antonela              | Filimon Andrei (RO) / Calus Vasile     | Encea Mihaela / Zamfir Adriana                         | Muntean Mihai / Manac Antonela                 |
| 1994           | Tol Cristian        | Ciosu Emilia                | Calus Vasile / Ignat Cristian          | Mihaela Steff / Manac Antonela                         | Ignat Cristian / Zamfir Adriana                |
| 1993           | Calus Vasile        | Ciosu Emilia                | Simon Csaba / Dragomir R.              | Ciosu Emilia / Manac Antonela                          | Tol Cristian / Ciosu Emilia                    |
| 1992           | Tol Cristian        | Savu Simona                 | Simon Csaba / Dragomir R.              | Bogolsov Maria / Zamfir Adriana                        | Tol Cristian / Zamfir Adriana                  |
| 1991           | Ignat Cristian      | Ciosu Emilia                | Ignat Cristian / Cauri S.              | Ciosu Emilia / Zamfir Adriana                          | Ignat Cristian / Zamfir Adriana                |
| 1990           | Ignat Cristian      | Ciosu Emilia                | Ignat Cristian / Cauri S.              | Ciosu Emilia / Zamfir Adriana                          | Ignat Cristian / Zamfir Adriana                |
| 1989           | Ciociu Traian       | Otilia Bădescu              | Florea Vasile / Revisz Romulus         | Otilia Bădescu / Bogolsov Maria                        | Revisz Romulus / Ciosu Emilia                  |
| 1988           | Kalínikos Kreánga   | Ciosu Emilia                | Gheorghe Teodor / Cauri S.             | Otilia Bădescu / Lohr Kinga                            | Kalínikos Kreánga / Otilia Bădescu             |
| 1987           | Kalínikos Kreánga   | Otilia Bădescu              | Florea Vasile / Fejer Andras           | Alboiu Maria / Otilia Bădescu                          | Florea Vasile / Otilia Bădescu                 |
| 1986           | Florea Vasile       | Otilia Bădescu              | Florea Vasile / Fejer Andras           | Ciosu Emilia / Bogolsov Maria                          | Florea Vasile / Otilia Bădescu                 |
| 1985           | Florea Vasile       | Otilia Bădescu              | Florea Vasile / Fejer Andras           | Alboiu Maria / Otilia Bădescu                          | Florea Vasile / Otilia Bădescu                 |
| 1984           | Florea Vasile       | Losonczi Maria              | Florea Vasile / Fejer Andras           | Alboiu Maria / Otilia Bădescu                          | Fejer Andras / Alboiu Maria                    |
| 1983           | Fejer Andras        | Alboiu Maria                | Cauri S. / Gheorghe Teodor             | Alboiu Maria / Lohr T.                                 | Fejer Andras / Alboiu Maria                    |
| 1982           | Moraru Stefan       | Nemes Olga                  | Crisan Simion / Fejer Andras           | Nemes Olga / Alboiu Maria                              | Fejer Andras / Nemes Olga                      |
| 1981           | Fejer Andras        | Nemes Olga                  | Crisan Simion / Fejer Andras           | Ferenczi Eva / Nemes Olga                              | Moraru Stefan / Alboiu Maria                   |
| 1980           | Crisan Simion       | Ferenczi Eva                | Moraru Stefan / Cauri S.               | Mihut Liana / Ferenczi Eva                             | Crisan Simion / Ferenczi Eva                   |
| 1979           | Bohm Zsold          | Alexandru Maria             | Dobosi Serban / Moraru Stefan          | Ferenczi Eva / Mihut Liana                             | Gheorghe Teodor / Alexandru Maria              |
| 1978           | Bohm Zsold          | Ferenczi Eva                | Bohm I. / Bohm Zsold                   | Alexandru Maria / Mihut Liana                          | Gheorghe Teodor / Alexandru Maria              |
| 1977           | Gheorghe Teodor     | Mihut Liana                 | Bohm I. / Bohm Zsold                   | Alexandru Maria / Mihut Liana                          | Romanescu Cristinel / Ferenczi Eva             |
| 1976           | Gheorghe Teodor     | Alexandru Maria             | Ovanez Alexandru / Moraru Stefan       | Alexandru Maria / Mihut Liana                          | Romanescu Cristinel / Ferenczi Eva             |
| 1975           | Dobosi Serban       | Alexandru Maria             | Dobosi Serban / Gheorghe Teodor        | Alexandru Maria / Moldovan Viorica                     | Gheorghe Teodor / Alexandru Maria              |
| 1974           | Gheorghe Teodor     | Alexandru Maria             | Dobosi Serban / Gheorghe Teodor        | Alexandru Maria / Moldovan Viorica                     | Gheorghe Teodor / Alexandru Maria              |
| 1973           | Dobosi Serban       | Alexandru Maria             | Luchian / Ovanez Alexandru             | Alexandru Maria / Moldovan Viorica                     | Dobosi Serban / Lupu Ligia                     |
| 1972           | Gheorghe Teodor     | Alexandru Maria             | Dobosi Serban / Ovanez Alexandru       | Alexandru Maria / Crisan Carmen                        | Gheorghe Teodor / Crisan Carmen                |
| 1971           | Dobosi Serban       | Alexandru Maria             | Gheorghe Teodor / Nicolae S.           | Alexandru Maria / Crisan Carmen                        | Gheorghe Teodor / Crisan Carmen                |
| 1970           | Giurgiuca Dorin     | Alexandru Maria             | Dobosi Serban / Dumitriu S.            | -                                                      | -                                              |
| 1969           | Rethi Adalbert      | Alexandru Maria             | Dobosi Serban / Dumitriu S.            | Alexandru Maria / Leszay M.                            | Giurgiuca Dorin / Crisan Carmen                |
| 1968           | Giurgiuca Dorin     | Alexandru Maria             | Giurgiuca Dorin / Negulescu Radu       | Alexandru Maria / Mihalca Eleonora                     | Rethi Adalbert / Mihalca Eleonora              |
| 1967           | Negulescu Radu      | Alexandru Maria             | Giurgiuca Dorin / Cobarzan Gheorghe    | Alexandru Maria / Mihalca Eleonora                     | Giurgiuca Dorin / Alexandru Maria              |
| 1966           | Negulescu Radu      | Mihalca Eleonora            | Giurgiuca Dorin / Cobarzan Gheorghe    | Alexandru Maria / Mihalca Eleonora                     | Giurgiuca Dorin / Alexandru Maria              |
| 1965           | Rethi Adalbert      | Alexandru Maria             | Giurgiuca Dorin / Cobarzan Gheorghe    | Alexandru Maria / Constantinescu-Zeller Ella           | Giurgiuca Dorin / Alexandru Maria              |
| 1964           | Negulescu Radu      | Alexandru Maria             | Negulescu Radu / Rethi Adalbert        | Alexandru Maria / Constantinescu-Zeller Ella           | Negulescu Radu / Alexandru Maria               |
| 1963           | Rethi Adalbert      | Alexandru Maria             | Negulescu Radu / Rethi Adalbert        | Alexandru Maria / Constantinescu-Zeller Ella           | Giurgiuca Dorin / Constantinescu-Zeller Ella   |
| 1962           | Negulescu Radu      | Alexandru Maria             | Negulescu Radu / Rethi Adalbert        | Alexandru Maria / Pitica Georgita                      | Cobarzan Gheorghe / Alexandru Maria            |
| 1961           | Negulescu Radu      | Constantinescu-Zeller Ella  | Negulescu Radu / Rethi Adalbert        | Tompa M. / Constantinescu-Zeller Ella                  | Bottner Otto / Constantinescu-Zeller Ella      |
| 1960           | Gantner Matei       | Constantinescu-Zeller Ella  | Cobarzan Gheorghe / Kovacs Tiberiu     | Tompa M. / Constantinescu-Zeller Ella                  | Cobarzan Gheorghe / Alexandru Maria            |
| 1959           | Negulescu Radu      | Constantinescu-Zeller Ella  | Bottner Otto / Popescu Mircea          | Tompa M. / Constantinescu-Zeller Ella                  | Bottner Otto / Constantinescu-Zeller Ella      |
| 1958           | Gantner Matei       | Constantinescu-Zeller Ella  | Reiter Toma / Bottner Otto             | Rozeanu-Adelstein Angelica/ Constantinescu-Zeller Ella | Gantner Matei / Constantinescu-Zeller Ella     |
| 1957           | Harasztosi Tiberiu  | Constantinescu-Zeller Ella  | Gantner Matei / Reiter Toma            | Pitica Georgita / Folea Maria                          | Gantner Matei / Constantinescu-Zeller Ella     |
| 1956           | Harasztosi Tiberiu  | Angelica Rozeanu-Adelstein  | Harasztosi Tiberiu / Naumescu Nicu     | Rozeanu-Adelstein Angelica/ Constantinescu-Zeller Ella | Reiter Toma / Constantinescu-Zeller Ella       |
| 1955           | Reiter Toma         | Angelica Rozeanu-Adelstein  | Reiter Toma / Gantner Matei            | Rozeanu-Adelstein Angelica/ Constantinescu-Zeller Ella | Popescu Mircea / Rozeanu-Adelstein Angelica    |
| 1954           | Gantner Matei       | Angelica Rozeanu-Adelstein  | Reiter Toma / Harasztosi Tiberiu       | Rozeanu-Adelstein Angelica/ Constantinescu-Zeller Ella | Harasztosi Tiberiu/ Rozeanu-Adelstein Angelica |
| 1953           | Reiter Toma         | Angelica Rozeanu-Adelstein  | Paneth Farkas / Reiter Toma            | Rozeanu-Adelstein Angelica/ Constantinescu-Zeller Ella | Harasztosi Tiberiu/ Rozeanu-Adelstein Angelica |
| 1952           | Vladone Victor      | Angelica Rozeanu-Adelstein  | Paneth Farkas / Reiter Toma            | Szasz-Kolosvari Siri / Slavescu Luci                   | Paneth Farkas / Constantinescu-Zeller Ella     |
| 1951           | Naumescu Nicu       | Angelica Rozeanu-Adelstein  | Naumescu Nicu / Rozeanu                | Szasz-Kolosvari Siri / Slavescu Luci                   | Popescu Mircea / Rozeanu-Adelstein Angelica    |
| 1950           | Vladone Victor      | Angelica Rozeanu-Adelstein  | Magyar T. / Reiter Toma                | Szasz-Kolosvari Siri / Slavescu Luci                   | Popescu Mircea / Rozeanu-Adelstein Angelica    |
| 1948           | Naumescu Nicu       | Angelica Rozeanu-Adelstein  | Naumescu Nicu / Garabedian G.          | Rozeanu-Adelstein Angelica / Szasz-Kolosvari Siri      | Naumescu Nicu / Rozeanu-Adelstein Angelica     |
| 1947           | Naumescu Nicu       | Angelica Rozeanu-Adelstein  | Naumescu Nicu / Garabedian G.          | Rozeanu-Adelstein Angelica / Szasz-Kolosvari Siri      | Naumescu Nicu / Rozeanu-Adelstein Angelica     |
| 1946           | Eros Geza           | Angelica Rozeanu-Adelstein  | Badin T. / Constantinescu T.           | Rozeanu-Adelstein Angelica/ Szasz-Kolosvari Siri       | Naumescu Nicu / Rozeanu-Adelstein Angelica     |
| 1945           | Naumescu Nicu       | Angelica Rozeanu-Adelstein  | Vladone Victor / Marcel L.             | Rurac M. / Cojescu L.                                  | Badin T. / Rurac M.                            |
| 1944           | Sighisoreanu A.     | Cojescu L.                  | Sighisoreanu A. / Giurgiu O.           | Georgescu A. / Grigorescu M.                           | Micodim R. / Cojescu C.                        |
| 1943           | Urschitz G.         | Rurac M.                    | Mark D. / Florut P.                    | Rurac M. / Comanescu P.                                | Sighisoreanu A. / Rurac M.                     |
| 1942           | Ruhen I.            | Rurac M.                    | Mark D. / Muller I.                    | Mavrocordat D. / Mavrocordat M.                        | Sadeanu S. / Rurac M.                          |
| 1941           | Vasiliu H.          | Riegler R.                  | Sadeanu S. / Pop G.                    | Stanimir L. / Cojescu L.                               | Pop G. / Riegler R.                            |
| 1940           | Naumescu Nicu       | Angelica Rozeanu-Adelstein  | Vladone Victor / Schapina M.           | Szasz-Kolosvari Siri / Havas I.                        | Naumescu Nicu / Rozeanu-Adelstein Angelica     |
| 1939           | Naumescu Nicu       | Angelica Rozeanu-Adelstein  | Eros Geza / Szanto E.                  | Rozeanu-Adelstein Angelica / Marcovici I.              | Naumescu Nicu / Rozeanu-Adelstein Angelica     |
| 1938           | Eros Geza           | Angelica Rozeanu-Adelstein  | Schapina M. / Vladone Victor           | Rozeanu-Adelstein Angelica / Mihalfy E.                | Schapina M. / Rozeanu-Adelstein Angelica       |
| 1937           | Eros Geza           | Angelica Rozeanu-Adelstein  | Eros Geza / Krebs A.                   | -                                                      | Eros Geza / Seeman A.                          |
| 1936           | Vladone Victor      | Angelica Rozeanu-Adelstein  | Eros Geza / Krebs A.                   | Rozeanu-Adelstein Angelica / Maretz I.                 | Vladone Victor / Maretz I.                     |
| 1935           | Goldberger Vasile   | Bidhauer A.                 | Pop E. / Diamandstein E.               | -                                                      | Vladone Victor / Maretz I.                     |
| 1934           | Ponta I.            | Solomon E.                  | Albert C. / Grumwald D.                | Solomon E. / Piso L.                                   | Goldstein T. / Solomon E.                      |
| 1933           | Pop V.              | Piso L.                     | Steiner A. / Goldstein T.              | -                                                      | Pop V. / Solomon E.                            |
| 1932           | Steiner A.          | Papos I.                    | Steiner A. / Goldstein T.              | -                                                      | Steiner A. / Papos I.                          |
| 1931           | Steiner A.          | Filenz E.                   | Beko A. / Balint                       | -                                                      | Deleanu / Petrovici C.                         |
| 1930           | Steiner A.          | Filenz E.                   | Steiner A. / Goldstein T.              | -                                                      | Constantinescu P. / Filenz E.                  |
| 1929           | Steiner A.          | Lyska M.                    | Solomon S. / Taglicht                  | Papos I. / Molnar                                      | Steiner A. / Papos I.                          |